# Royal Aircraft Factory F.E.9
Il Royal Aircraft Factory F.E.9 (noto anche come RAF F.E.9) fu un aereo da caccia, monomotore in configurazione spingente, biposto e biplano, sviluppato dall'istituto di ricerca britannico Royal Aircraft Factory (RAF) negli anni dieci del XX secolo e rimasto allo stadio di prototipo.
Destinato ad equipaggiare gli Squadrons del Royal Flying Corps (RFC) durante la prima guerra mondiale, si rivelò possedere prestazioni inadatte al ruolo, e benché assegnato a un reparto operativo non superò mai la fase di valutazione. L'esperienza acquisita venne comunque riversata nello sviluppo del successivo N.E.1.

## Storia del progetto
Nell'estate 1916 la Royal Aircraft Factory decise di avviare lo sviluppo di un nuovo modello destinato a sostituire in servizio il caccia biposto F.E.2. Benché fosse già diventato disponibile un efficace dispositivo di sincronizzazione che permetteva di sparare senza conseguenze attraverso il disco dell'elica, e fosse oramai evidente la superiorità tecnica dei velivoli a elica traente, l'azienda ritenne di basare il progetto nuovamente su un modello con elica spingente riproponendo l'impostazione adottata nell'F.E.2.
Il progetto del nuovo velivolo, indicato dall'azienda come F.E.9 (Farman Experimental 9), era caratterizzato dall'adozione di una cellula a doppia trave di coda abbinata ad una velatura biplana, con i due piani alari dalla diversa apertura, con il solo superiore dotato di alettoni bilanciati di tipo "a corno", collegati tra loro da una sola coppia di montanti interalari per lato. L'equipaggio era ospitato nella gondola, posizionata tra i due piani alari immediatamente sotto a quello superiore, che ospitava le due postazioni in tandem, l'anteriore destinata al mitragliere/osservatore per un miglior campo visivo e la posteriore al pilota. Il carrello d'atterraggio fisso era un semplice biciclo anteriore integrato da un pattino d'appoggio posteriore posizionato sotto la coda. La propulsione era affidata a un motore Hispano-Suiza 8, un motore V8 raffreddato a liquido da 200 hp (149 kW), posizionato in configurazione spingente collegato a un'elica quadripala, motorizzazione più volte utilizzata nei modelli RAF.
Il governo britannico emise un ordine per tre prototipi più altri 24 esemplari di produzione in serie, con il primo dei tre prototipi portato in volo per la prima volta nell'aprile 1917. Durante le iniziali prove di volo l'aereo rivelò avere scarse prestazioni in velocità variometrica e problemi di gestione del volo che, a causa dell'adozione di alettoni bilanciati, tendevano a forzare il velivolo verso il volo rovesciato durante le virate strette. Per cercare di risolvere il problema l'ufficio tecnico disegnò una serie di nuovi alettoni e timoni montati in un successivo programma di prove di volo.
Inviato il primo prototipo in Francia per una serie di prove in ambito operativo, al fine di tale periodo il Major General Hugh Trenchard non soddisfatto delle sue prestazioni raccomandò che il suo sviluppo fosse interrotto. Ciò nonostante il secondo prototipo, caratterizzato da una diversa ala a doppia campata, volò nell'ottobre 1917 per essere successivamente inviato al No. 78 Squadron RFC basato all'aeroporto di Biggin Hill per essere impiegato nel ruolo di caccia da difesa aerea del territorio britannico. Il terzo prototipo venne completato nel novembre 1917 ed inviato a Farnborough dove fu fatto oggetto di un programma di prove fino all'inizio del 1918.
Pur se non avviato alla produzione, l'esperienza acquisita nello sviluppo dell'F.E.9 venne riutilizzata nella realizzazione del caccia notturno N.E.1 e nell'aereo da attacco al suolo A.E.3 Ram.

## Utilizzatori
Regno Unito
- Royal Flying Corps